# Emma (film, 2020)
Az Emma (eredeti cím: Emma.) 2020-ban bemutatott brit drámai vígjáték, amelyet Autumn de Wilde rendezett. A forgatókönyvet Jane Austen azonos című regényéből Eleanor Catton írta. A producerei Tim Bevan, Eric Fellner, Graham Broadbent és Pete Czernin. A főszerepekben Anya Taylor-Joy, Johnny Flynn, Josh O'Connor, Callum Turner és Mia Goth láthatók. A film zeneszerzői Isobel Waller-Bridge és David Schweitzer. Gyártója a Perfect World Pictures, a Working Title Films és a Blueprint Pictures, forgalmazója a Focus Features. Az Egyesült Királyságban 2020. február 14-én, Magyarországon 2020. március 12-én mutatják be a mozikban.

## Cselekmény
Az 1800-as évek Angliájában járunk. Emma Woodhouse egy gazdag, fiatal és gyönyörű nő, aki apja hartfordi birtokán él egy nagy kastélyban, Highbury faluban. Nem akar feleség lenni, viszont nagy kedvét leli abban, hogy párokat hozzon össze: ami sok félreértéshez vezet. A film Emma és barátnője, Harriet sorsát követi nyomon. Harriet házasságon kívül született árva lány, a szüleit nem ismeri. Felnéz a szép és magabiztos Emmára, aki tetszeleg abban, hogy barátnőjének előnyös párt találjon. Az ironikus hangvételű történet tele van barátsággal, szerelemmel és szívfájdalommal.

## Szereplők
| Szereplő | Színész          | Magyar hang        |
| --- | ---------------- | ------------------ |
| Emma Woodhouse | Anya Taylor-Joy  | Sodró Eliza        |
| George Knightley | Johnny Flynn     | Mészáros Béla      |
| Mr. Woodhouse, Emma apja | Bill Nighy       | Harsányi Gábor     |
| Harriet Smith | Mia Goth         | Rudolf Szonja      |
| Miss Bates, tanárnő | Miranda Hart     | Kiss Eszter        |
| Mr. Elton, lelkész | Josh O'Connor    | Rada Bálint        |
| Frank Churchill | Callum Turner    | Fehér Tibor        |
| Jane Fairfax | Amber Anderson   | Mentes Júlia       |
| Mr. Weston | Rupert Graves    | Ifj. Fillár István |
| Mrs. Weston | Gemma Whelan     | Balsai Móni        |
| Mrs. Elton | Tanya Reynolds   | Gáspár Kata        |
| Robert Martin | Connor Swindells | Nikas Dániel       |
| James, hartfieldi kocsis | Chris White      | Papucsek Vilmos    |
| Mrs. Cox | Esther Coles     | Ősi Ildikó         |
| Mrs. Cole | Suzy Bloom       | Málnai Zsuzsa      |
| Mr. Cole | Nicholas Burns   | Vida Bálint        |
| Mrs. Reynolds | Lucy Briers      | Csere Ágnes        |
| Mrs. Goddard | Anna Francolini  | Szórádi Erika      |
| Elizabeth Martin | Isis Hainsworth  | Staub Viktória     |
| Isabella Knightley, Emma nővére | Chloe Pirrie     | Sipos Veronika     |
| További magyar hangok |                  |                    |
| Bartók László, Bartus Emese, Czifra Krisztina, Farkas Zita, Fehér Péter, Gulás Fanni, Gyurin Zsolt, Hám Bertalan, Király Adrián, Kis Horváth Zoltán, Lipcsey Colini Borbála, Mikita Dorka, Mohácsi Nóra, Pánics Lilla, Stern Hanna, Téglás Judit |                  |                    |